# Drobna Przełączka
Drobna Przełączka (słow. Drobná štrbina, niem. Dőrischarte, węg. Dőricsorba) – ostro wcięta przełączka (2296 m n.p.m.) znajdująca się w słowackich Tatrach Wysokich. Leży w grani odchodzącej na południowy wschód od Małego Lodowego Szczytu, oddziela Sokolą Turnię od Drobnej Turni. Jej siodło nie jest dostępne dla turystów, nie prowadzą na nie żadne szlaki turystyczne.
Rodzime i zagraniczne nazewnictwo Drobnej Przełączki pochodzi od sąsiadującej Drobnej Turni. Nazwy niemiecka i węgierska upamiętniają węgierskiego taternika Gyulę Dőriego.

## Historia
Pierwsze wejścia turystyczne:
- Gyula Dőri, 22 sierpnia 1900 r. – letnie,
- József Dobrovics, Jenő Serényi i Zoltán Votisky, 12 kwietnia 1914 r. – zimowe.